# Adesmia glauca
Adesmia glauca är en ärtväxtart som beskrevs av Rodolfo Amando Philippi. Adesmia glauca ingår i släktet Adesmia och familjen ärtväxter. Inga underarter finns listade i Catalogue of Life.